# ケバブ

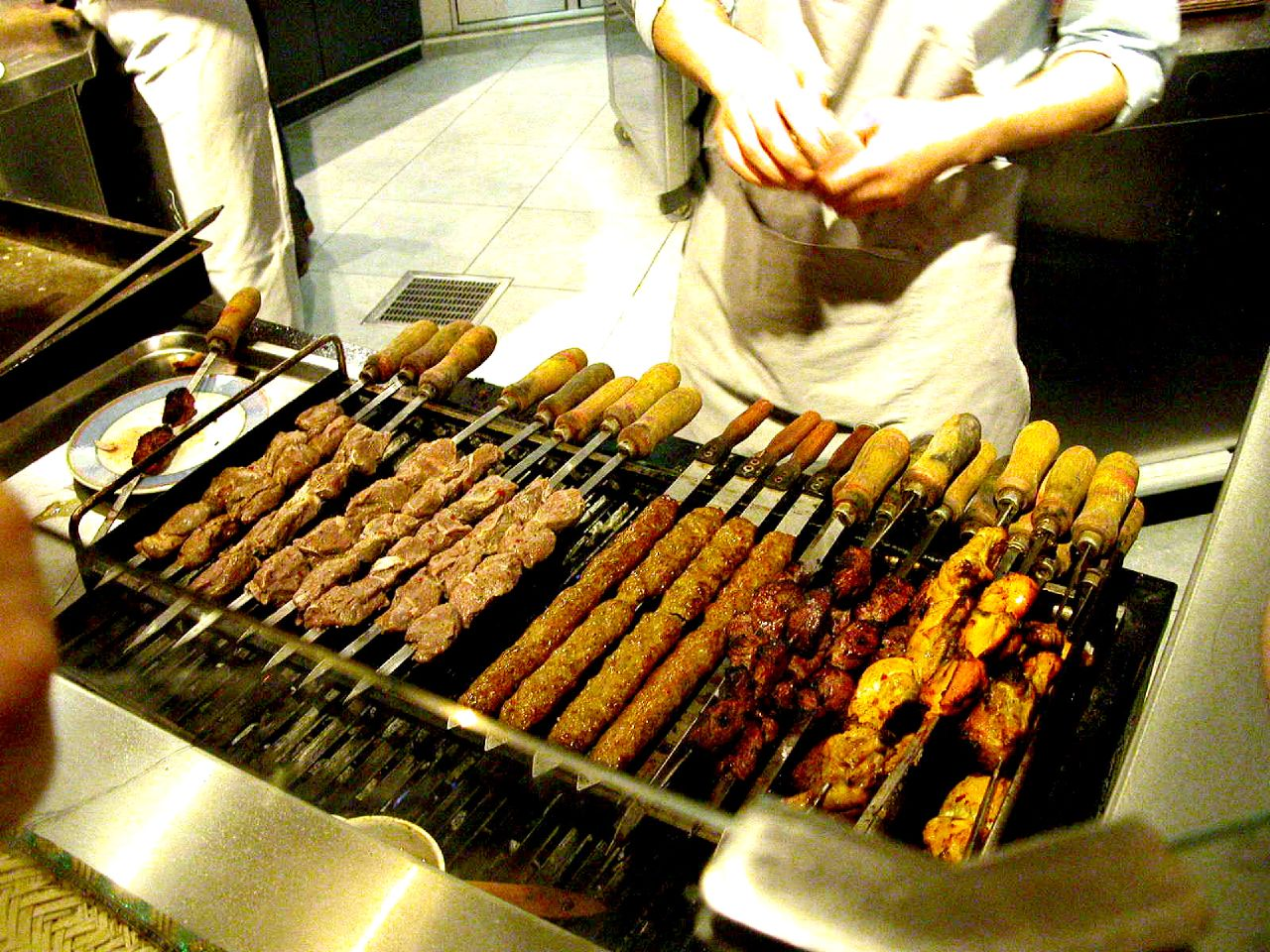
アフガニスタン料理店のカバーブ

ケバブ(ペルシャ語: kabab)は、中東とその周辺地域で供される、肉・魚・野菜などをローストして調理する料理の総称。アラビア文字表記は كباب (kabāb, カバーブ） で、日本語ではカバブという表記も一般的である（シシカバブを参照）。
中東諸言語のうちで「ケバブ」はペルシア語,現代トルコ語では語末の子音が無声化して「kebap」と表記される。その他周辺各国では、カワープ（ウイグル）、ケベプ（キルギス）、カバーブ（インド・パキスタン・アフガニスタン・アラブ）、キャバーブ（イラン）、チェヴァプ（バルカン）などと呼ばれる。

## 概要
ケバブのもっとも典型的な調理法は、四角形に切った肉を串に刺して焼いたものである。トルコでは、串焼きのケバブのほか、ヨーグルトを添えて食べるイスケンデルケバブ (İskender Kebabı) や、味付けした細切れ肉を重ねて塊にし、回転させながら焼いて火が通った表面から少しずつ削ぎ取って供するドネルケバブ (Döner Kebabı) などのバリエーションがあり、様々な焼肉料理がケバブと総称される。なお、焼く代わりに煮込んだり、揚げたり、蒸したりする肉料理もカバブと呼ばれることがある。ウイグルのカワープも炒め肉も含めた焼肉の総称である。
同地域では、挽肉を固めたハンバーグやミートボールにあたる肉料理にはトルコではキョフテ (köfte) 、アラブ諸国ではクフタ (کُفتة kufta) あるいはコフタ、イランではクーフテ (کُفته kofte) 、インドではコーフター (कोफ़्ता kōftā) 、アルメニアではキュフテ (Keufteh) という名前があるが、トルコやイラン、アフガニスタンでは挽肉をつくね状にして平たい金属製の串に巻いて焼いたものはケバブ料理に含まれ、コフタ・カバーブと呼ばれる。なお、イラクではコフタを串に巻いて焼いたものをカバーブと呼び、四角形に切った肉を串に刺して焼いたものをティッカ (تكة tikkah) と呼ぶ。

## 語源
アッカド語には「焼く」または「焦がす」という意味の「カバブー」 (kababu) という言葉があり、これからアラビア語の「カバーブ」が派生したという説がある。
また、全く別の説もあり、アラビア語のクッバ（都市部のシリア方言でクッベ）は「球」を意味し、ケバブ (كباب) と同語根である、というものである。

## 串焼きのケバブ

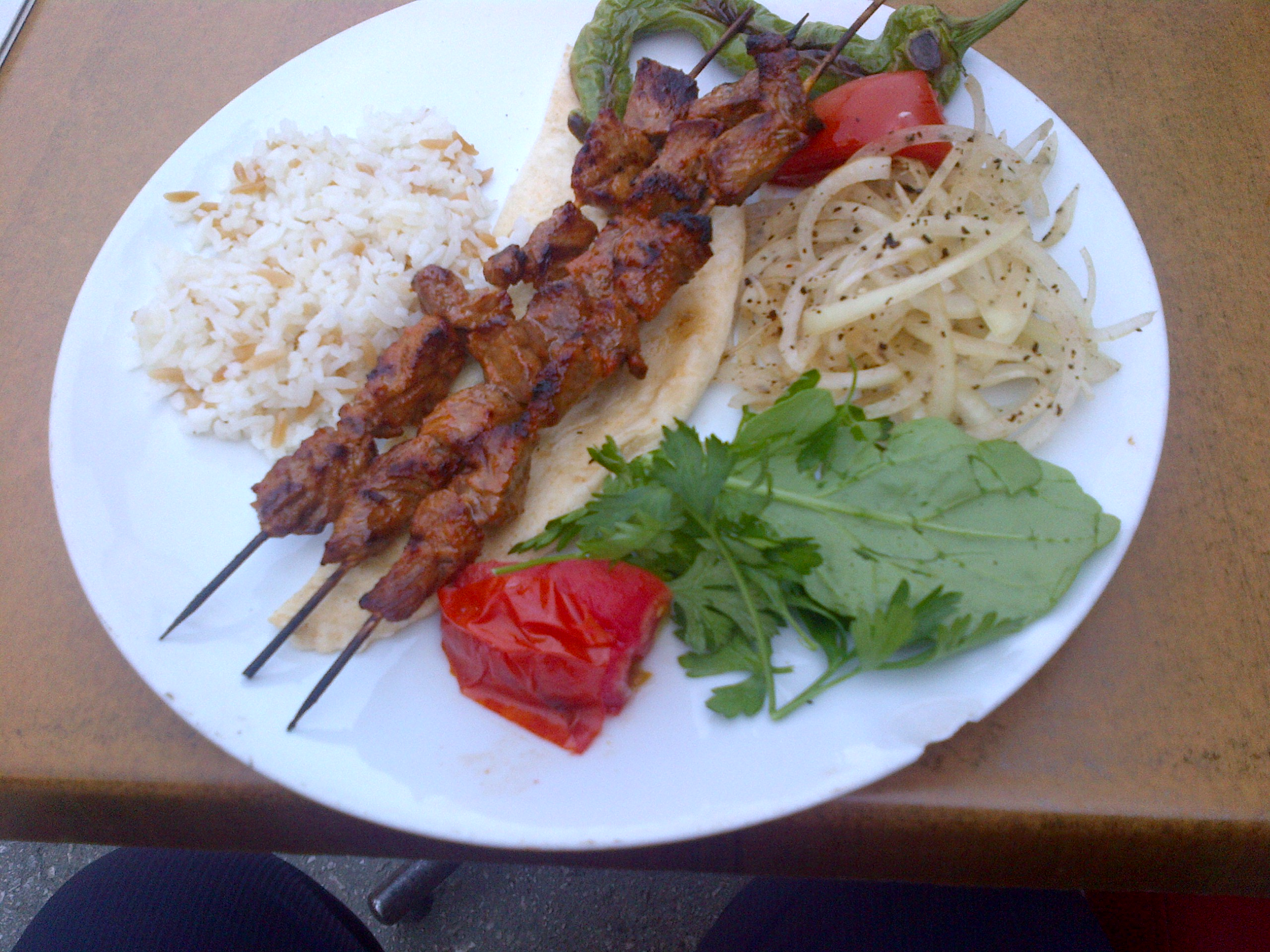
シシュケバブにオルゾのピラフ、タマネギ、トマトなどを添えたもの

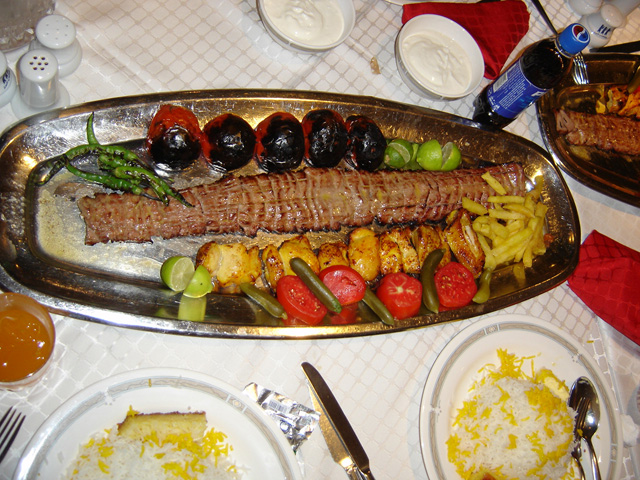
チェロウ、焼いたトマトとトウガラシ、ヨーグルト、ピクルス、ライム等を添えたイランのキャバーブ

串焼きのケバブは、日本ではインド料理のシークカバブが早くに紹介され、それがトルコ風に訛った「シシカバブー」という名前で親しまれてきた。近年、トルコ料理としてのシシュケバブが紹介されるにつれ、もともと同じ料理だが調理法の異なるシークカバーブとシシュケバブが混同され、日本で古くから親しまれてきた本来インド料理であるシークカバブの本場もトルコであるとの誤解も生じているようである。
トルコなどのイスラム教国の場合、ケバブには主に羊肉、牛肉、鶏肉が使われ、魚肉も使われることがある。ウイグルではアヒルや各種野鳥も使われることがある。ヒンドゥー教徒が多いインドでは、ムスリム専用食堂など一部の場を除いてシークカバーブに牛肉が使われることはなく、もっぱら羊肉や山羊肉が使用される。ほか魚や鶏肉のシークカバーブもあるが、羊のものに比べればあまり一般的ではない。
イランの国民食は、角切りにしたヒレまたはサーロインを串に刺して焼いたキャバーベ・バルグ (کباب برک kabāb-e barg) または味つけした挽肉を串に巻いて焼いたキャバーブ・クービーデ(کباب کوبیده kabāb kūbīde) をチェロウ (جلو chelow) という白いピラフの上にのせて食べる「チェロウ・キャバーブ」である。
串焼きのケバブの標準的なサイズは各地で差があり、日本の焼き鳥程度の20cm程度の串を使う地域から、40cm程度の剣のような串を使う地域もあれば、クチャ県の1m近い巨大な串を使う例まである。

## ドネルケバブ

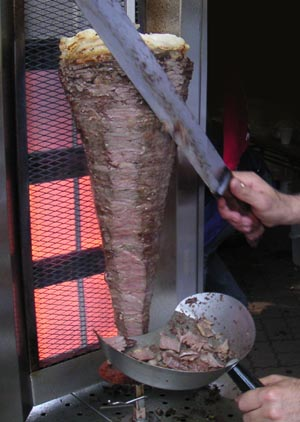
ドネルケバブ

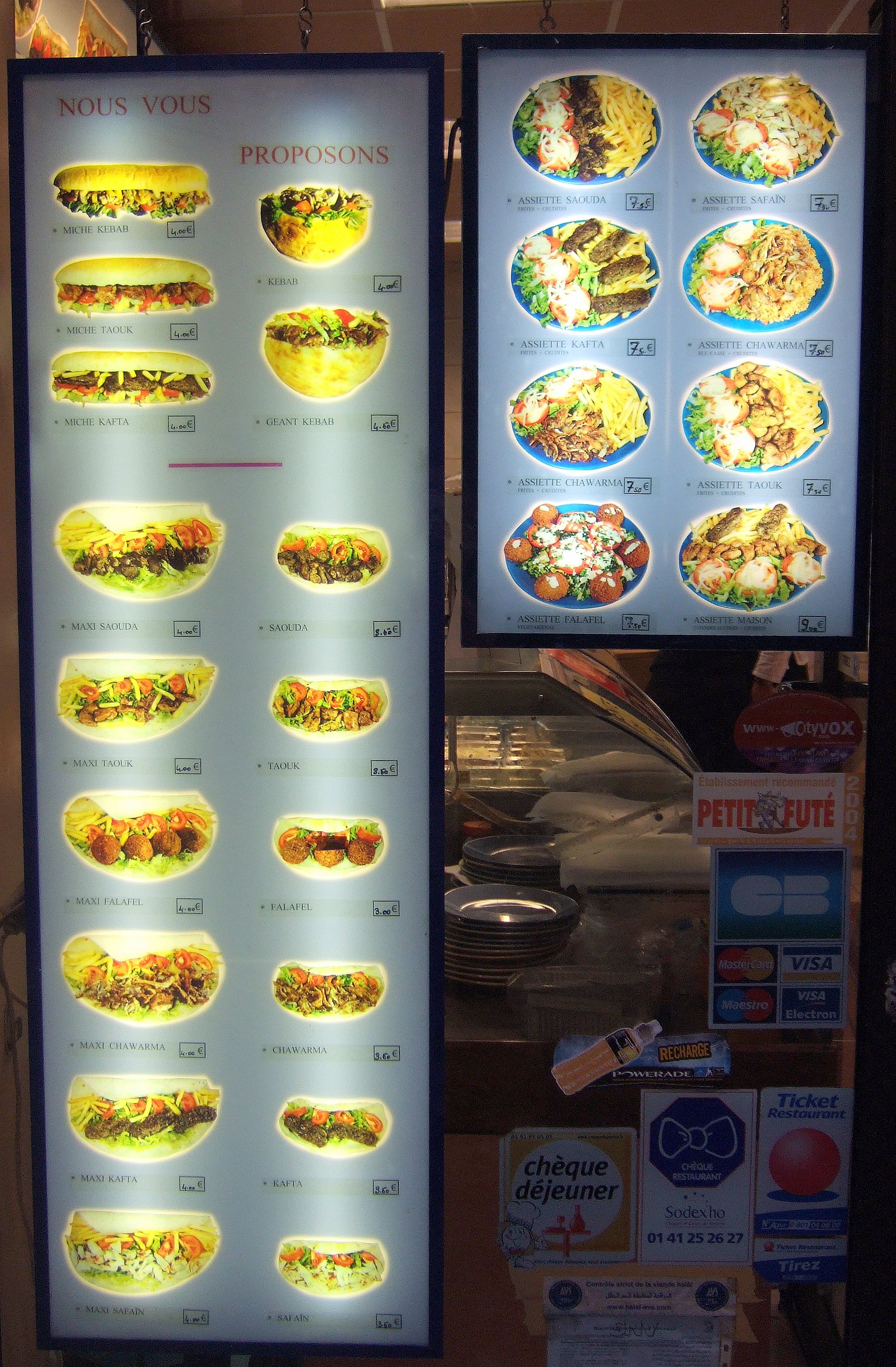
ケバブ店のメニュー、2006年にリヨンにて。ピタに挟んだケバブが4ユーロ、皿に盛ったケバブは7ユーロ。

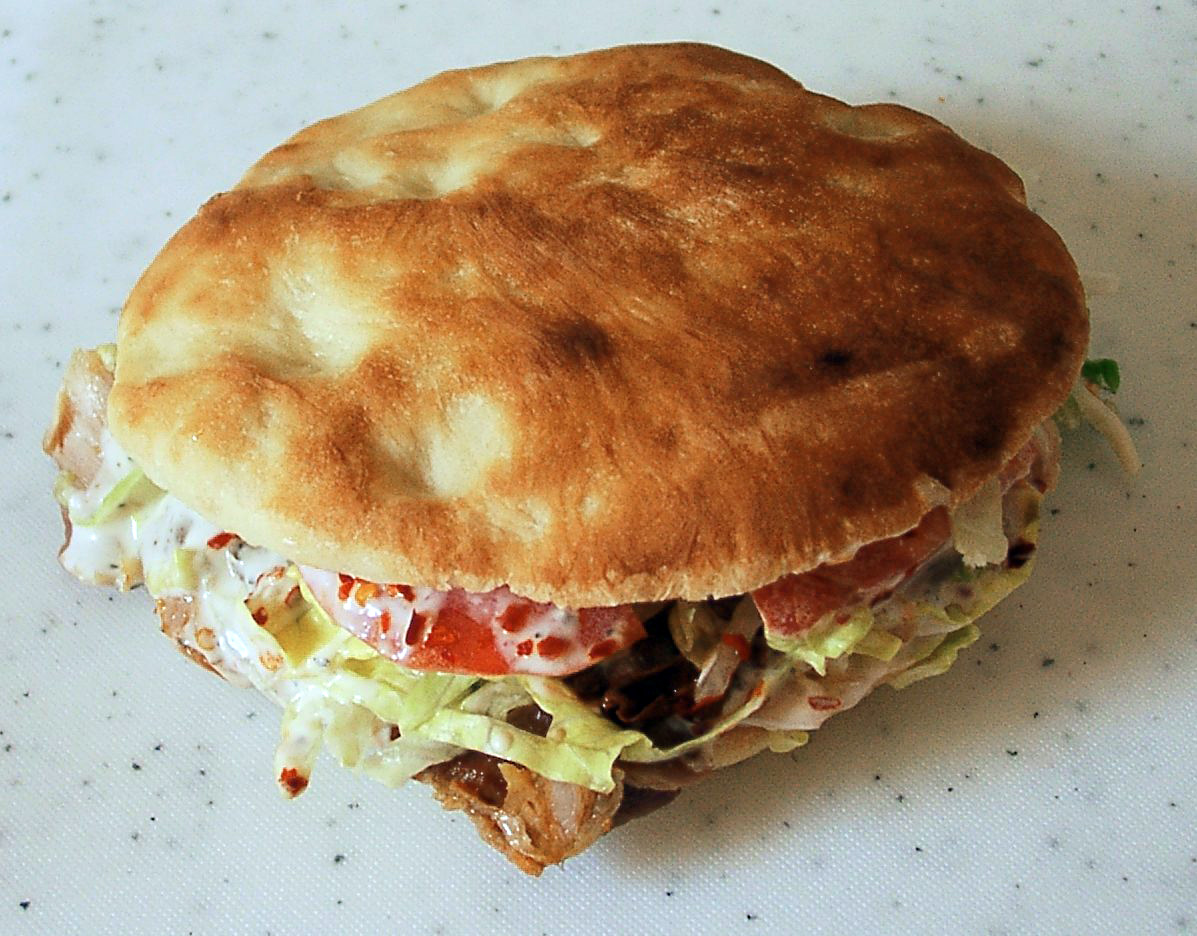
ドネルサンド

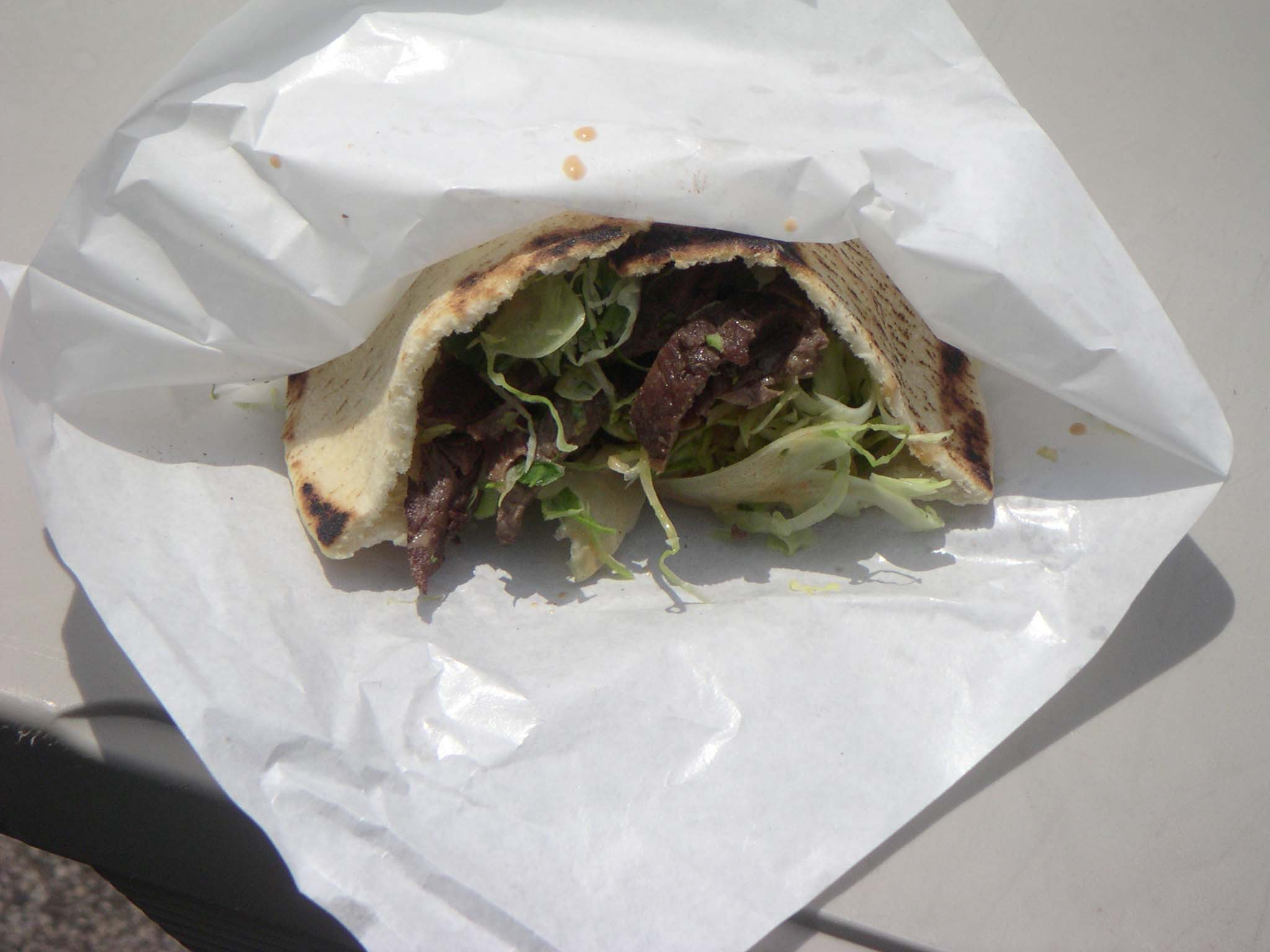
露店のケバブ

ドネルケバブ（ドナーケバブ、英: Doner kebab、トルコ語: Döner Kabap）は垂直の串に味付けした肉を上から刺していって積層し、水平に回転させながらそれを囲んだ縦型グリル(主にガスと電気、以前は炭火が使われていた。現在でも中東の一部では使用している地域がある）の熱で外側から焼き、焼けた部分から順次肉を削ぎ落としたもので、ギリシア料理のギロ、イロ gyro、アラブ料理のシャワルマ（شَاوَرْمَا, shāwarmā, シャーワルマー。イラクでの名称は قَصّ / گَصّ / كَصّ（gaṣṣ, ガッス））と起源が同じで調理過程も含めほぼ同じ料理である。
トルコでは羊肉、鶏肉が主に使われ、レストランでは皿に盛って供されるが、屋台ではパンにサラダと一緒に挟む食べ方でテイクアウトメニューになっている。
欧米や日本では、トルコでのドネルケバブの食べ方の一例である、パンに野菜サラダと一緒に挟む食べ方が広まっており、ギリシャ風にギロと呼ばれることも多い。トルコではフランスパンのような棒状のパンを使うが、海外では丸いパンをふたつに割ったものにサンドするのが一般的で、ドネルサンドなどと呼ばれている。肉も、羊肉の代わりに牛肉が使われることが多い。台湾ではシャワールマを音訳した「沙威瑪」（シャーウェイマー、shāwēimǎ）の名で鶏肉のドネルケバブとキャベツなどを細長いパンに挟んだものを販売する屋台が増えつつある。中国では「トルコ焼肉」の名でのドネルケバブとキャベツなどを中国式焼きパンに挟んだものを販売する屋台がある。また、中国南部では、豚肉を使用するにも「トルコ焼肉」の名で販売するの独特の料理がある。
また、ドネルケバブのサンドイッチに使われるパンが、円形で内部が空洞のピタを半分に切って袋状にしたものであることもあり、その場合、袋状の内部にケバブとサラダが入っている。
また、ケバブとサラダをパンに挟んだあとに、チリソースやハリッサなどのソースをかけることがある。ドネルケバブの肉には、香辛料やヨーグルトを用いてあらかじめ十分味付けをしてあるため、トルコでは調理後の味付けは塩を振る程度である。

## 中東諸国以外での普及
バルカン半島
オスマン帝国の支配下にあったバルカン半島では、チェヴァプチチ、チェヴァピ、ケバプチェなどと呼ばれる小型のハンバーグ状のケバブが伝統料理として定着している。
ヨーロッパのその他の地
ヨーロッパのその他の地域では、ドイツにトルコ系の移民が持ち込んだドネルケバブが一般的で、ドネルケバブがファーストフードの定番となるほど広まっている。ドイツはトルコ移民が多くケバブ・ケバブピザ・ドネルケバブをレストランやファーストフード、屋台といった様々な形態で販売しており、味も悪くなく値段も抑えられており人気がある。これはマクドナルドやバーガーキングのような外資産業のようなロイヤリティや最低賃金の歯止め規定が、ケバブ売りにはまったく存在しないためである。
フランス
フランスでは、ドネルケバブにはフライドポテトがつきもので、チュニジア発祥の唐辛子ソースハリッサをかけて食べる。価格はだいたい5ユーロ前後である。
パキスタン
パキスタン西部のパターン人の多い地域では、串に巻かず平べったく捏ねてフライパンで焼くチャプリ・カバーブが食されている。チャプリ・カバーブは「サンダルのカバブ」という意味のウルドゥー語「チャッパル・キー・カバブ」が変化したもので、平べったい様がサンダルを連想させることから名づけられたと推測される。
ロシア
ロシアでは、1870年にモスクワで初めてシシュ・ケバブ風の「シャシュリク」を売り物にするレストランが開店した。初期のシャシュリクは主にカフカース地方風のケバブで、後には中央アジア風のケバブもシャシュリクとして知られるようになり、ソ連時代に全域に広がった。タマネギやハーブなどとともに酢・ワインなどに長時間漬け込んで下味をつけ、串に刺して焼く人気料理である。なお、ドネルケバブは料理書などでは「シャシュリク・ポ・カルスキー」（ shashlyk po-Karski 、カルス風シャシュリク）としても知られているが、路上で一般的に呼ばれているものはモスクワではシャウルマー、サンクトペテルブルクではシャヴェールマと呼ばれている。しかし「モスクワでこの料理に対して『ドネルケバブ』や『薄いパンに挟んだ肉』という名称を使い始める店が増加している」、「サンクトペテルブルクでシャウルマーという名称を使う店が増加している」、「上記2都市以外では別の名称を使用している場合がある」、と呼称には地域と時代によりゆれがある。なお、ロシア語には「国土の広さの割りには都市・地方ごとの方言的なゆれは比較的少ない」という特徴があるが、シャウルマーとシャヴェールマは「鶏肉」「縁石」などと並び、あまり多くない「モスクワとサンクトペテルブルクの二都市の間で呼称が異なる名詞」の代表例の一つである。
中国
中国では中規模以上の都市には、清真料理店としてウイグル料理店や新疆料理店があることが多く、それらの店の店頭や露店でジク・カワープ（烤羊肉串、kǎo yáng ròu chuàn）を焼いて供する姿は全国各地で見ることができる。
アメリカ
アメリカ合衆国では、カバブ（しばしば "kabob" と表記）というとむしろ串焼き料理であると認識されている。アメリカではビーフ・カバブ、チキン・カバブのほかにベジタブル・カバブと呼ばれるようなものまであり、ピーマン、タマネギ、ズッキーニ、豆腐やマッシュルームなどが主に使われる。肉のカバブでも、肉と野菜を交互に刺すことも多い。英語でケバブというと普通シシュ・ケバブまたはドネルケバブを指す。ドネルケバブはギリシア料理のイロとして最も良く知られており、名称の知名度ではシャワールマとドネルケバブがこれに続く。
カナダ
カナダでは、1970年代始めごろ、ドネルケバブにエバミルク、砂糖、酢などを材料とした甘酸っぱいソースをかけ、刻んだトマトと玉葱と一緒にピタのような平焼きパンで巻いた「ドネア (donair) 」がノバスコシア州ハリファックスに現れて以来、全国に普及した。現在「ドネア」はグレコ・ピッツァ・レストラン (Greco Pizza Restaurant) をはじめとするピザチェーンの人気メニューとなっている他、パン、ソースと肉をセットにした「ドネアセット」が市販されている。
ブラジル
ブラジルでも第一次大戦前後にシリアなどから移住したトルコ人が持ち込んだものが普及している。やはりコッペパン状の長めのパンに切れ目を入れてモーリョ (Molho) と呼ばれる細かく切った野菜サラダと共に肉を挟み、オレンジジュースとともに供する。
ハンガリー
ハンガリーは14世紀にトルコに支配されていた関係もあり、在住トルコ人によるドネルケバブの店が多い。特に「イスタンブール・ケバブ」と「スター・ケバブ」というチェーン店が有名である。ハンガリー語では "gyros"（ギロシュ）と呼ばれている。パンに挟むのではなく、シリアやレバノンのシェワルマのようにラップされて食される。

## 日本での普及
日本では、古くからインド料理としてのシークカバブがシシカバブーと呼ばれ親しまれてきたが、首都圏、京阪神、中京圏など、在日トルコ人が増加している都市部を中心に、ドネルケバブを供する店舗、屋台、移動販売車の数が増えてきた。縁日での屋台で出店することもある。もともと西欧では一般的であったが、日本でもファストフードとして受け入れられつつある。また、ウイグル料理店の中にも提供する店がある。
日本では北海道など一部の地方を除いて羊肉を食べる習慣は無く、羊肉の入手が困難なこともあり、日本で販売されているケバブのほとんどが鶏肉か牛肉を使用する。豚肉が使用されることはまずなく、また牛肉や鶏肉であってもイスラム教徒が加工したものが使用されており、ハラールであることを標榜している店舗も多い。このため中近東やアラブ系移民が多く住むヨーロッパで食べられている羊肉のケバブとは全く別物の味になっている。日本人の味覚に合わせ、肉の下味として使われる香辛料も控えめである。また半分に切ったピタに肉とサラダを詰めたものが一般的で、マヨネーズベースのソースが掛かっていることが多い。
ケバブサンドは、ピタを半分に切った袋状の中に牛肉とタマネギやトマトなどの生野菜のサラダを入れたものであり、これにさまざまなソースをトッピングしたもので紙袋に入れて渡される。串に刺して積み上げたくず肉をヒーターで側面から炙る、ドネルケバブで一般的な調理法を行うが、焼けて切り取った牛肉を保温するために炊飯器に保管するなど独自の工夫が見られる。
また、米飯が一般的な日本ならではの料理として、牛丼のようにケバブを丼物としてアレンジした「ケバブ丼」も登場した。